# أرنب دوادي

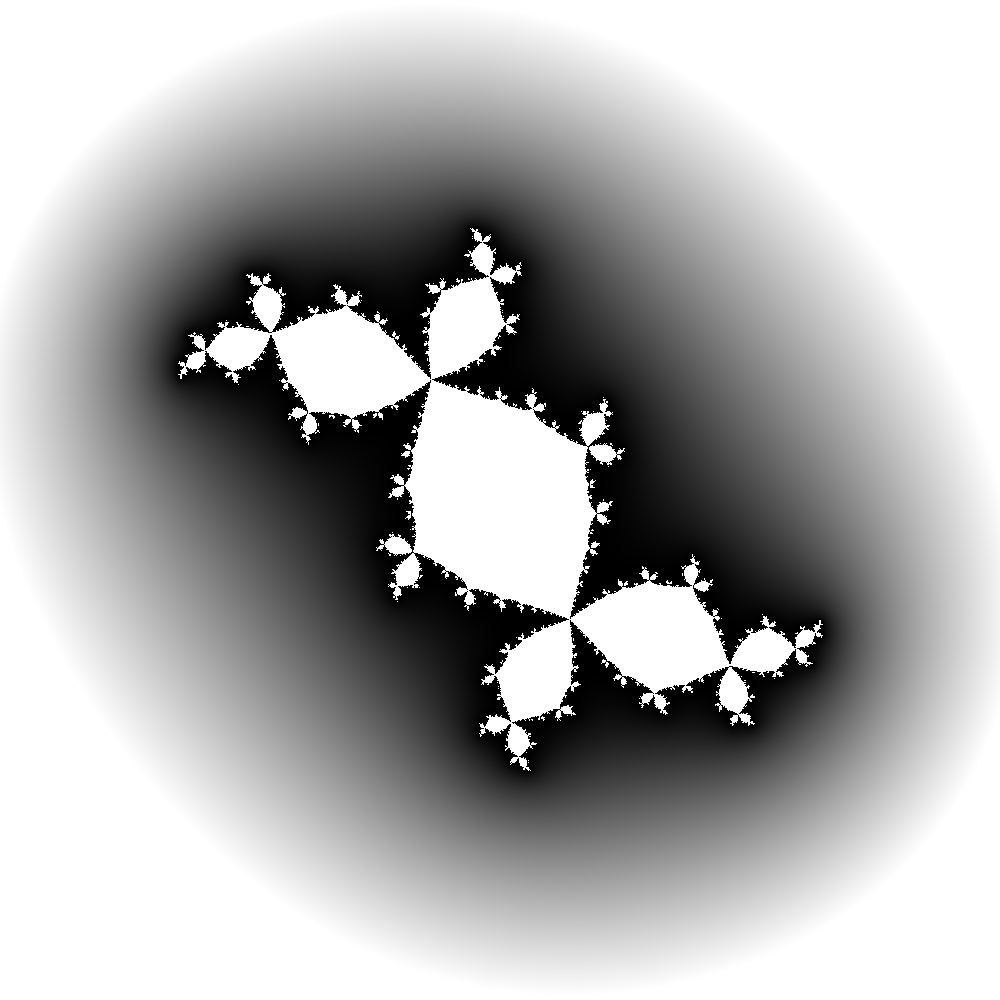
أرنب دوادي

سمي هذا الشكل هكذا نسبة إلى عالم الرياضيات الفرنسي أدريان دوادي.

## معرض صور

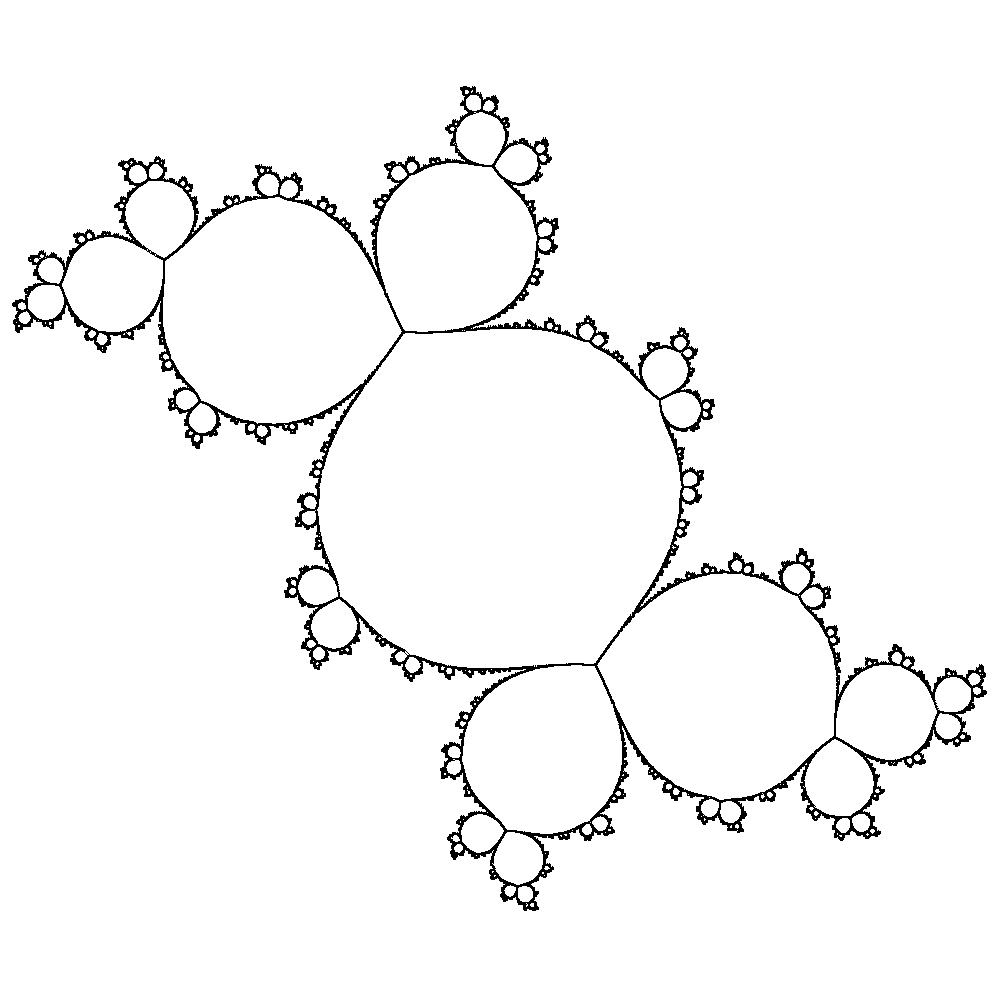
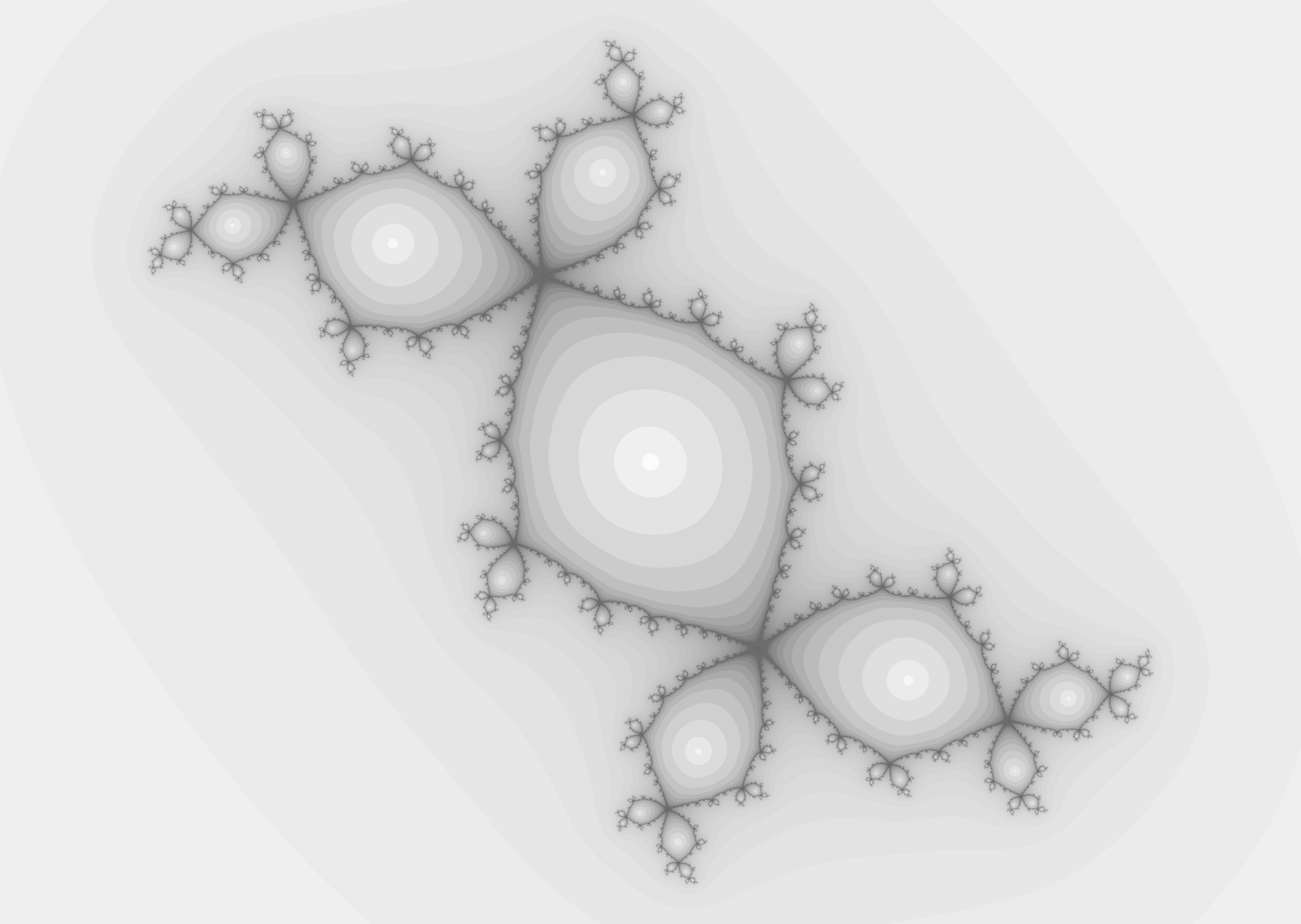